# 허드슨올드필드쥐
허드슨올드필드쥐(Thomasomys hudsoni)는 비단털쥐과에 속하는 설치류이다. 에콰도르 남부 지역 안데스산맥에서만 알려져 있으며, 해발 3100m 고도에서 발견된다. 이전에는 가는올드필드쥐(T. gracilis)의 아종으로 간주되었다. 종소명과 일반명은 미국 동물학자 윌프레드 허드슨 오스굿(Wilfred Hudson Osgood)의 이름에서 유래했다.